# Григоренко Дмитро Дмитрович
Дмитро Дмитрович Григоренко (1893, Харків — 15 липня 1943) — український, радянський шахіст.

## Життєпис
Народився в Харкові. Вчитель за фахом, Григоренко був шахістом за покликанням. Написав перший в Україні підручник з шахів українською мовою — «Самовчитель гри в шахи» (1926). Був одним із керівників республіканської шахової секції. У кількох харківських газетах вів шахові відділи, читав лекції на шахові теми, багато та успішно грав у турнірах.
Дев'ятиразовий чемпіон Харкова (1924, 1925, 1926, 1928 (матч), 1930, 1931, 1932, 1933, 1937 рр.).
Багаторазовий учасник чемпіонатів України (найкращий виступ — 3 місце у 1925 та 1927 роках). Григоренко єдиний із шахістів — учасник перших п'яти чемпіонатів України.
Учасник всесоюзного турніру міст (1925) та всесоюзної спілки працівників освіти (Москва, 1927).
У 1929 році представляв Україну у фінальному турнірі першості СРСР. Під час громадянської війни служив у білій армії. Поручник, телеграфна рота. Загинув у полоні під час німецько-радянської війни. Похований на військовому кладовищі в Німеччині.

## Турнірні результати

### Чемпіонати України
Дмитро Григоренко зіграв у 9-ти фінальних турнірах чемпіонатів України, набравши загалом 60½ очка зі 118 можливих (+35-32=51).
| Рік  | Місто   | Турнір                 | + | − | =  | Результат | Місце   |
| ---- | ------- | ---------------------- | - | - | -- | --------- | ------- |
| 1924 | Київ    | 1-й чемпіонат України  | 4 | 4 | 2  | 5 з 10    | 5 — 6   |
| 1925 | Харків  | 2-й чемпіонат України  | 4 | 1 | 3  | 5½ з 8    | Bronze  |
| 1926 | Одеса   | 3-й чемпіонат України  | 4 | 3 | 4  | 6 з 11    | 4 — 6   |
| 1927 | Полтава | 4-й чемпіонат України  | 7 | 3 | 5  | 9½ з 15   | — 5     |
| 1928 | Одеса   | 5-й чемпіонат України  | 3 | 4 | 8  | 7 з 15    | 9       |
| 1933 | Харків  | 7-й чемпіонат України  | 1 | 5 | 2  | 2 з 8     | 5       |
| 1936 | Київ    | 8-й чемпіонат України  | 5 | 4 | 8  | 9 з 17    | 8       |
| 1937 | Київ    | 9-й чемпіонат України  | 5 | 5 | 7  | 8½ з 17   | 11 — 12 |
| 1938 | Київ    | 10-й чемпіонат України | 2 | 3 | 12 | 8 з 17    | 11 — 12 |

### Інші турніри
| Рік          | Місто  | Турнір                                               | +  | − | = | Результат | Місце  |
| ------------ | ------ | ---------------------------------------------------- | -- | - | - | --------- | ------ |
| 1923         | Харків | Чемпіонат Харкова                                    |    |   |   | 8 з 10    | Silver |
| 1924         | Харків | Чемпіонат Харкова                                    |    |   |   | 9 з 12    | Gold   |
| 1925         | Харків | Чемпіонат Харкова                                    | 7  | 2 | 0 | 7 з 9     | Gold   |
| 1926         | Харків | Чемпіонат Харкова                                    | 7  | 2 | 1 | 7½ з 10   | Gold   |
| 1927         | Харків | Чемпіонат Харкова                                    | 6  | 6 | 1 | 6½ з 13   | 6 — 7  |
| 1928         | Харків | Чемпіонат Харкова                                    | 10 | 3 | 2 | 11 з 15   | Bronze |
| серпень 1928 | Харків | Матч проти В.Терещенка за звання чемпіона Харкова    | 3  | 1 | 4 | 5:3       | Gold   |
| 1929         | Харків | Чемпіонат Харкова                                    | 3  | 2 | 6 | 6 з 11    | 6 — 8  |
|              | Одеса  | 6-й чемпіонат СРСР (чвертьфінальний етап, група № 4) | 0  | 3 | 5 | 2½ з 8    | 7 — 9  |
| 1930         | Харків | Чемпіонат Харкова                                    |    |   |   | 8½ з 11   | Gold   |
| 1931         | Харків | Чемпіонат Харкова                                    | 12 | 1 | 3 | 13½ з 16  | Gold   |
|              |        | півфінал 7-го чемпіонату СРСР (група № 4)            | 4  | 3 | 2 | 5 з 9     | 3 — 5  |
| 1932         | Харків | Чемпіонат Харкова                                    | 8  | 0 | 2 | 9 з 10    | Gold   |
| 1933         | Харків | Чемпіонат Харкова                                    | 10 | 0 | 4 | 12 з 14   | Gold   |
| 1934         | Харків | Чемпіонат Харкова                                    | 7  | 4 | 3 | 8½ з 14   | 5 — 6  |
| 1936         | Харків | Чемпіонат Харкова                                    | 7  | 3 | 5 | 9½ з 15   | Bronze |
| 1937         | Харків | Чемпіонат Харкова                                    |    |   |   | 11 з 15   | Gold   |
| 1938         | Харків | Чемпіонат Харкова                                    |    |   |   | 6½ з 11   | 5      |
| 1939         | Харків | Чемпіонат Харкова                                    |    |   |   | 7½ з 15   | 7      |
| 1940         | Харків | Чемпіонат Харкова                                    |    |   |   | 7½ з 13   | — 4    |